# Henri-Poincaré-Preis
Der Henri-Poincaré-Preis ist ein alle drei Jahre auf dem International Congress on Mathematical Physics von der International Association of Mathematical Physics vergebener Preis für mathematische Physik, der seit 1997 vergeben wird. Er ist nach Henri Poincaré benannt. Er wird jeweils an drei mathematische Physiker bzw. Mathematiker verliehen. Er wird von der Daniel Iagolnitzer Foundation gestiftet.

## Preisträger
- 1997: Rudolf Haag, Maxim Kontsevich, Arthur Wightman
- 2000: Joel Lebowitz, Walter Thirring, Horng-Tzer Yau
- 2003: Huzihiro Araki, Elliott H. Lieb, Oded Schramm
- 2006: Ludwig Faddejew, David Ruelle, Edward Witten
- 2009: Jürg Fröhlich, Robert Seiringer, Yakov G. Sinai, Cédric Villani
- 2012: Nalini Anantharaman, Freeman Dyson, Sylvia Serfaty, Barry Simon
- 2015: Thomas C. Spencer, Herbert Spohn, Alexei Borodin
- 2018: Percy Deift, Giovanni Gallavotti, Michael Aizenman
- 2021: Rodney Baxter, Demetrios Christodoulou, Yoshiko Ogata, Jan Philip Solovej[1]
- 2024: David Brydges, Alexei Kitaev, Antti Kupiainen, Scott Sheffield[2]